# Wilhelmine Key
 Wilhelmine "Minnie" Marie Enteman Key (22 de febrero de 1872 - 31 de enero de 1955) fue una genetista estadounidense. Fue la primera mujer en obtener un doctorado en zoología de la Universidad de Chicago, donde estudió la coloración de las avispas del papel . Contribuyó al estudio de la eugenesia y fue una profesora influyente para Sewall Wright .

## Primeros años y educación
Key nació en Hartford, Wisconsin, en 1872.   Fue la cuarta hija de Katherine E. Noller y Charles John Enteman.  En su infancia estudió las avispas.   A la edad de 16 años se matriculó en la Universidad de Wisconsin-Madison .  Mientras estuvo allí, ayudó a Edward Asahel Birge en su estudio del lago Mendota .  En su segundo año se convirtió en la segunda vicepresidenta de la clase. Más adelante en su carrera universitaria, se unió a la sociedad de honor Phi Beta Kappa .  Obtuvo su AB de la Universidad de Wisconsin.    Asistió a la Universidad de Chicago con el apoyo de una beca.  De adulta, conservó el interés de su infancia por estudiar las avispas e incluso tuvo algunas como mascotas.   Mientras estaba bajo la supervisión de Charles Davenport y Charles Otis Whitman, estudió la variación en la coloración de las avispas del papel. Obtuvo el honor latino magna cum laude por su trabajo de tesis. Fue la primera mujer en obtener un doctorado en zoología de la Universidad de Chicago. 

## Carrera académica e investigación.
Después de obtener su AB, Key trabajó como asistente en alemán y biología en Green Bay High School de 1894 a 1898.,    Luego asistió a la Universidad de Chicago y obtuvo su doctorado en zoología en 1901.   Permaneció brevemente en la Universidad de Chicago como asistente hasta 1902.  Posteriormente, se convirtió en jefa del departamento de estudios alemanes y de la naturaleza en la Universidad Normal de Nuevo México de 1903 a 1904.  Después de vivir en California durante tres años, se convirtió en profesora presidenta del Belmont College de 1907 a 1909.  Luego se convirtió en profesora de alemán y biología en el Lombard College de 1909 a 1912  donde fue mentora de Sewall Wright .  Continuaron una correspondencia durante toda su vida. e 1912 a 1914, Key trabajó como trabajador de campo de eugenesia en la Oficina de Registro de Eugenia .   Posteriormente, trabajó brevemente como investigadora en la Asociación de Caridades Públicas de Pensilvania.  De 1914 a 1917 fue directora de educación en la Escuela de Capacitación del Estado de Pensilvania en Polk .  Como parte de su cargo, dio una charla sobre la debilidad mental .  También completó su trabajo fundamental "Ciudadanos débiles mentales en Pensilvania", que se utilizó para recomendar la asignación de fondos por parte de la legislatura del estado de Pensilvania para aislar a las mujeres débiles mentales de la población para evitar la propagación de la debilidad mental. 
Posteriormente, Key trabajó como archivero durante tres años.  De 1920 a 1925 fue jefa de investigación en biología y eugenesia en la Race Betterment Foundation .  Mientras estuvo allí, dio conferencias  que incluyeron temas "Heredidad y aptitud humana",  "El efecto comparativo sobre la herencia individual y el medio ambiente",  "Herencia y personalidad",  "¿Somos mejores que ¿nuestros antepasados?",  "Nuestros amigos, los árboles",  y "Herencia y eugenesia".  Habló en el Battle Creek Garden Club sobre la importancia de los árboles.  Fuera del trabajo, Key pronunció discursos en el Almuerzo Auxiliar y la Liga de Mujeres local sobre el tema "¿Son los padres y madres de hoy iguales a los padres y madres de ayer?"   Finalmente, trabajó como investigadora privada desde 1925 hasta su muerte en 1955.  Parte de su tiempo lo pasó en el consejo asesor de un nuevo centro artístico en Florida construido por la Woman's History Foundation.  

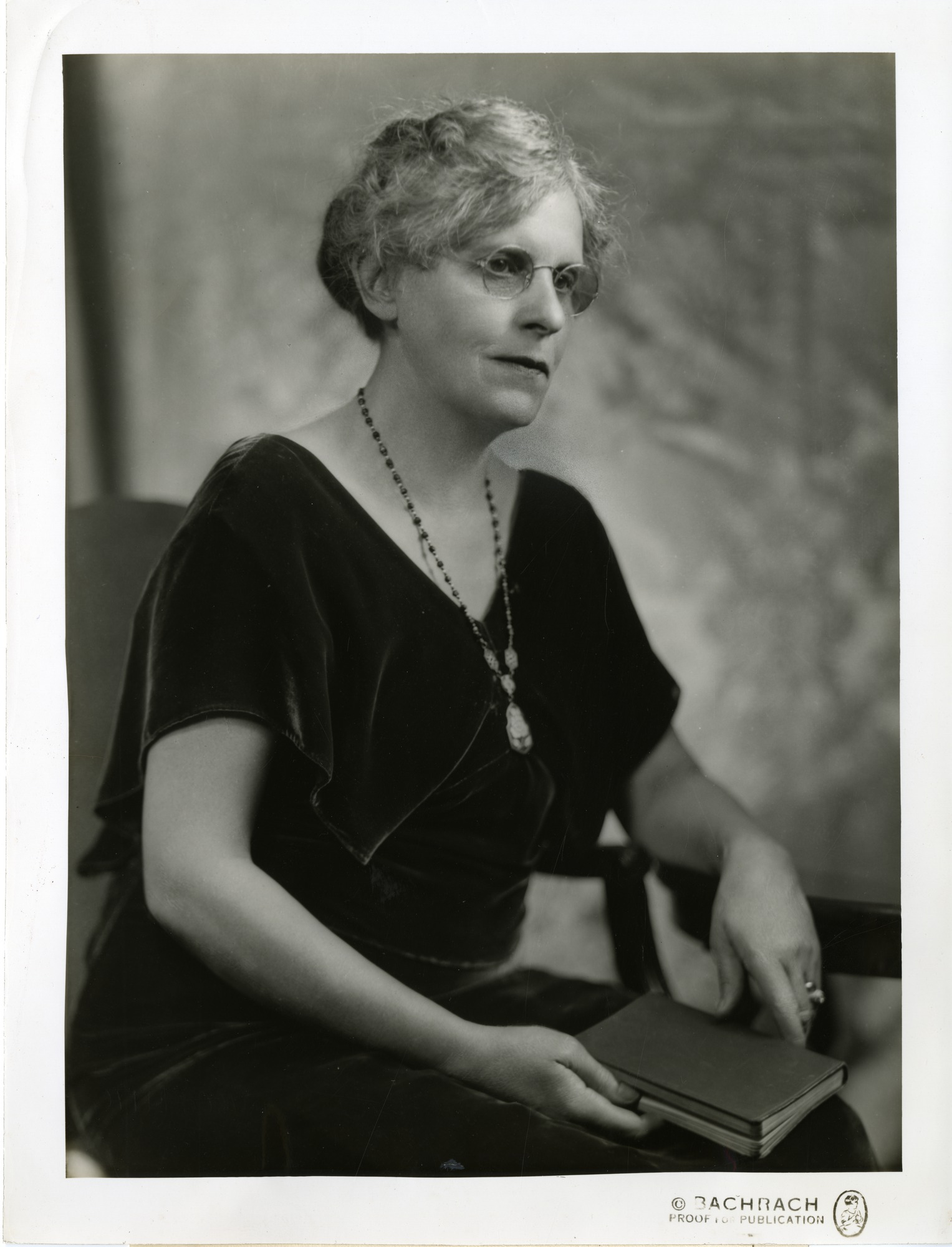
Clave en 1939

## Obras
- Algunas observaciones sobre el comportamiento de las avispas sociales (1902) [34]
- Coloración en Polistes (1904) [35]
- Ciudadanos débiles mentales en Pensilvania (1915) [36]
- Herencia y aptitud social (1920) [37]
- Raza y familia en la historia de las instituciones estadounidenses (1934) [38]
- Herencia falsa en la ficción
- Fertilidad diferencial en antiguas familias coloniales (1935) [39]

## Vida privada
Key se casó con el dibujante Francis Brute Key.    Se casaron en Los Ángeles en la Iglesia de los Ángeles el 23 de junio de 1906.  Poco después de casarse, el marido de Key murió de tuberculosis el 2 de diciembre de 1906.  

## Vida posterior y legado
Key murió de una hemorragia cerebral el 31 de enero de 1955, mientras estaba de visita para ver a su familia en Everett, Washington .    Está enterrada en el cementerio Village of Hartland en Hartland, Wisconsin.  Legó la mayor parte de su patrimonio para financiar una serie de conferencias sobre genética humana en la Asociación Estadounidense de Genética que lleva su nombre.  La parte restante se destinó a la Universidad de Wisconsin-Madison para financiar becas de investigación. 

## Premios y logros
- Miembro de la Asociación Estadounidense para el Avance de la Ciencia
- Representó a los Estados Unidos en el Congreso Internacional de Científicos sobre Población [52]
- Asistió al Congreso Nacional de Trabajo Social [53]
- Pronunció un discurso en la Unión Internacional para la Investigación Científica de los Problemas de Población [54]